# Serge Roy (football)
Pour les articles homonymes, voir Roy et Serge Roy (homonymie).
Serge Roy, né le 9 novembre 1932 à Beaune (Côte-d'Or), est un footballeur international français. Il a évolué comme attaquant à l'AS Monaco.
Il est le père de l'ancien joueur de football, entraîneur, directeur sportif et consultant Éric Roy.

## Biographie
Il finit meilleur buteur de l'AS Monaco lors de la saison 1957-1958 avec 15 buts.

## Carrière de joueur
- avant 1952 : AS Beaune
- 1952-1957 : RCFC Besançon
- 1957-1962 : AS Monaco
- 1962-1963 : Olympique de Marseille
- 1963 : US Valenciennes Anzin
- 1964 : OGC Nice

## Palmarès

### En club
- Champion de France en 1961 avec l'AS Monaco
- Vainqueur de la Coupe de France en 1960 avec l'AS Monaco